# Grand lac de Rinoso
Le grand lac de Rinoso (gran lavu di Rinosu en corse) est un lac situé en Haute-Corse à 2 065 m d'altitude, dans le massif du Monte Ritondu (2 622 m) qui en est d'ailleurs tout proche. Il a comme voisin le petit lac de Rinoso, tout proche 200 mètres à l'est à 2 082 mètres d'altitude.

## Géographie
Il est aussi situé au sud-ouest du petit lac de Scapuccioli, à moins d'un kilomètre.